# C-27J斯巴達人戰術運輸機
C-27J斯巴達人戰術運輸機是一種意大利設計的運輸機，由李奧納多 和阿萊尼亞共同生產。

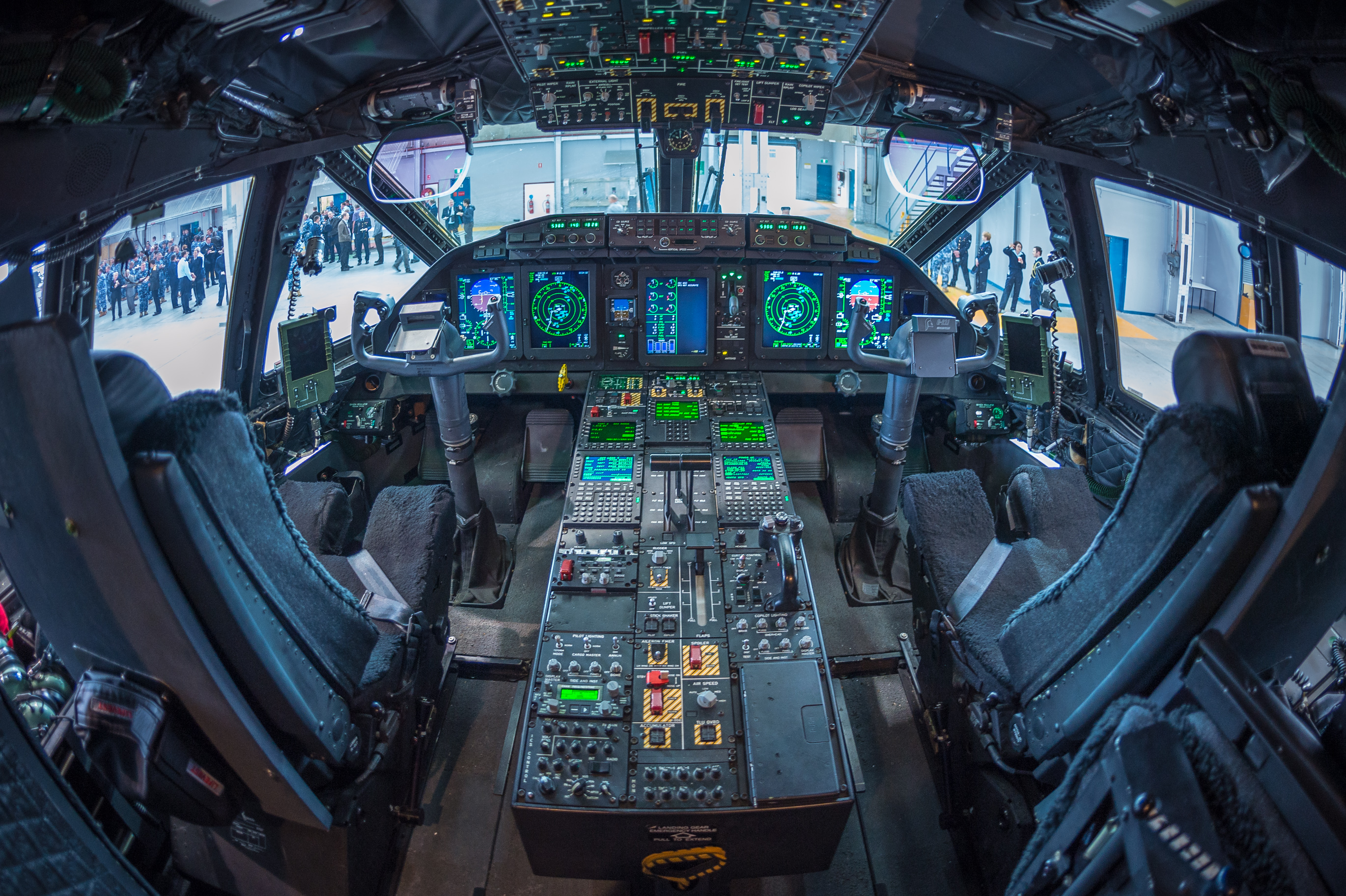
駕駛艙

2007年，C-27J 獲選為美國軍方的聯合貨機（Joint Cargo Aircraft ，JCA）。但在 2012年由於預算削減，美國空軍決定退役這些使用不久的C-27J；這些飛機後來轉交給美國海岸警衛隊和美國特種作戰司令部。

## 技術規格(C-27J)

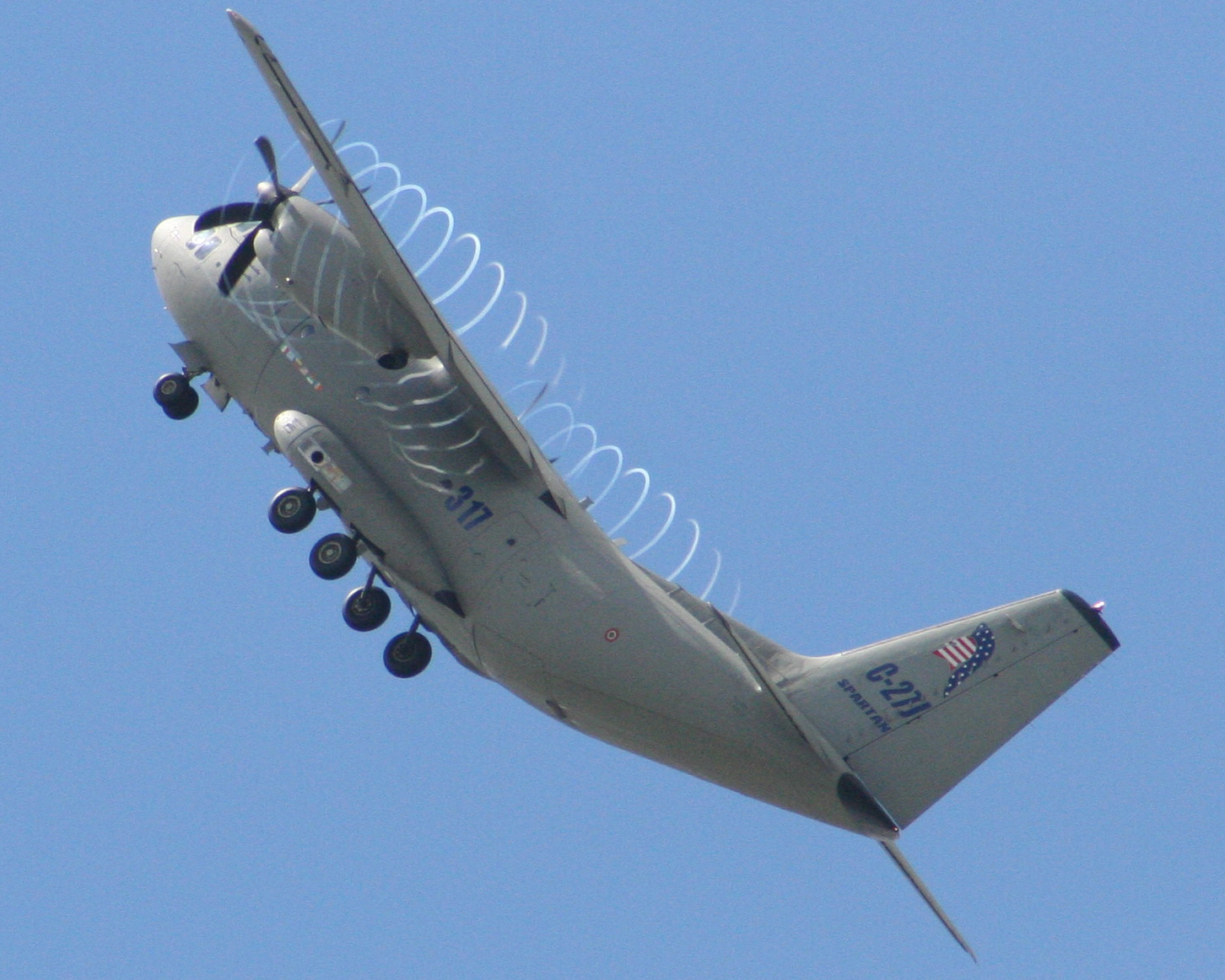
C-27J 於巴黎航展.

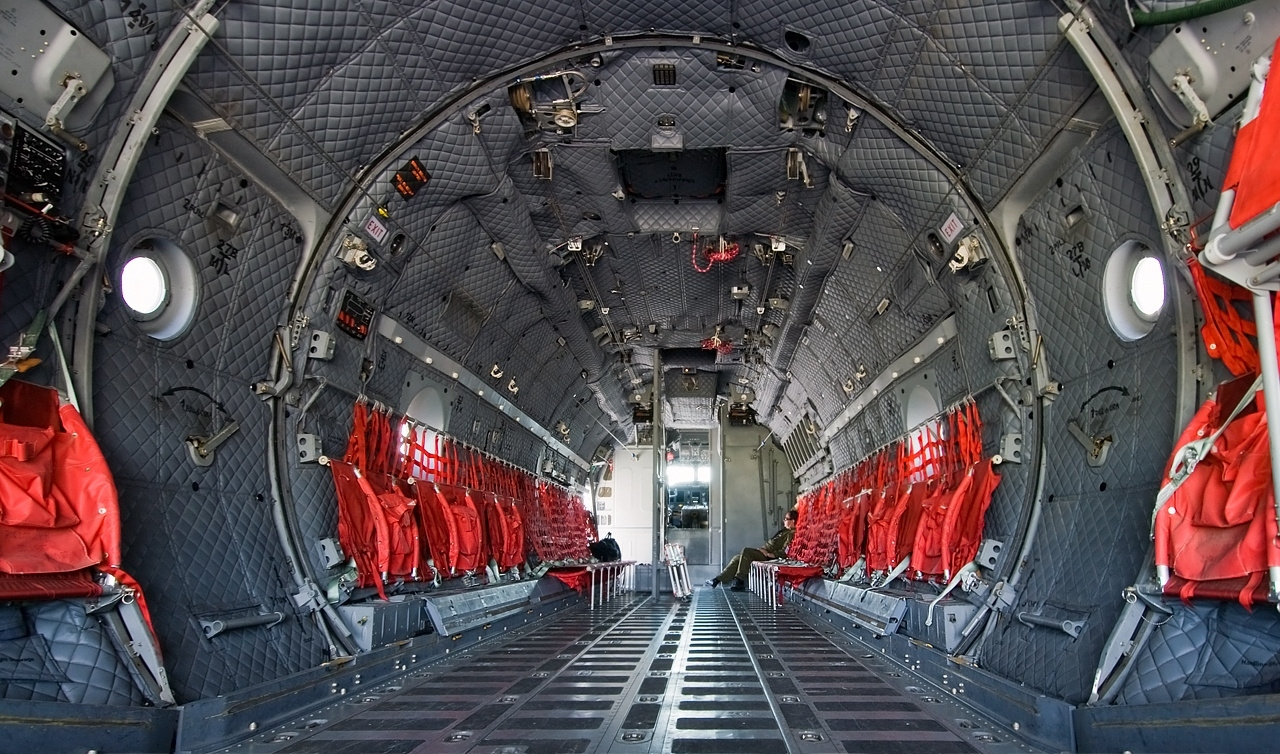
貨艙

参考资料：Alenia Aermacchi, C-27J facts
基本信息
- 机组：最少兩人，可增加一貨艙員
- 容量：60步兵或 46 陸戰隊傘兵 或 36 擔架和  6 醫生(11,600 kg 最大載運量)[5]

每一貨板體積: 平方3.33 m X 高 2.25 m
- 長度：22.7米（74英尺6英寸）
- 翼展：28.7米（94英尺2英寸）
- 高度：9.64米（31英尺8英寸）
- 机翼面积：82平方（880平方英尺）
- 空重：17,000（37,479英磅）
- 最大起飛重量：30,500（67,241英磅）
- Max payload: 11,500（25,400英磅） at MTOW[來源請求]
- 发动机：2台Rolls-Royce AE2100-D2Aturboprop，每台3,460千瓦特（4,640匹馬力）
- 螺旋桨：6桨叶Dowty Propeller 391/6-132-F/10，4.15米（13英尺7英寸）直径

性能
- 最大速度：602每小時（374英里每小時；325節）
- 巡航速度：583每小時（362英里每小時；315節）
- 最小控制速度：194每小時；121英里每小時（105節）
- 航程：1,759（1,093英里；950海里）最大起飛重量30,500（67,200磅）
- 當載貨量僅有6,000（13,000磅）航程可以增加至: 4,130 km（2,230 nmi）
- 转场航程：5,852（3,636英里；3,160海里）
- 升限：9,144（30,000英尺）

## 使用國

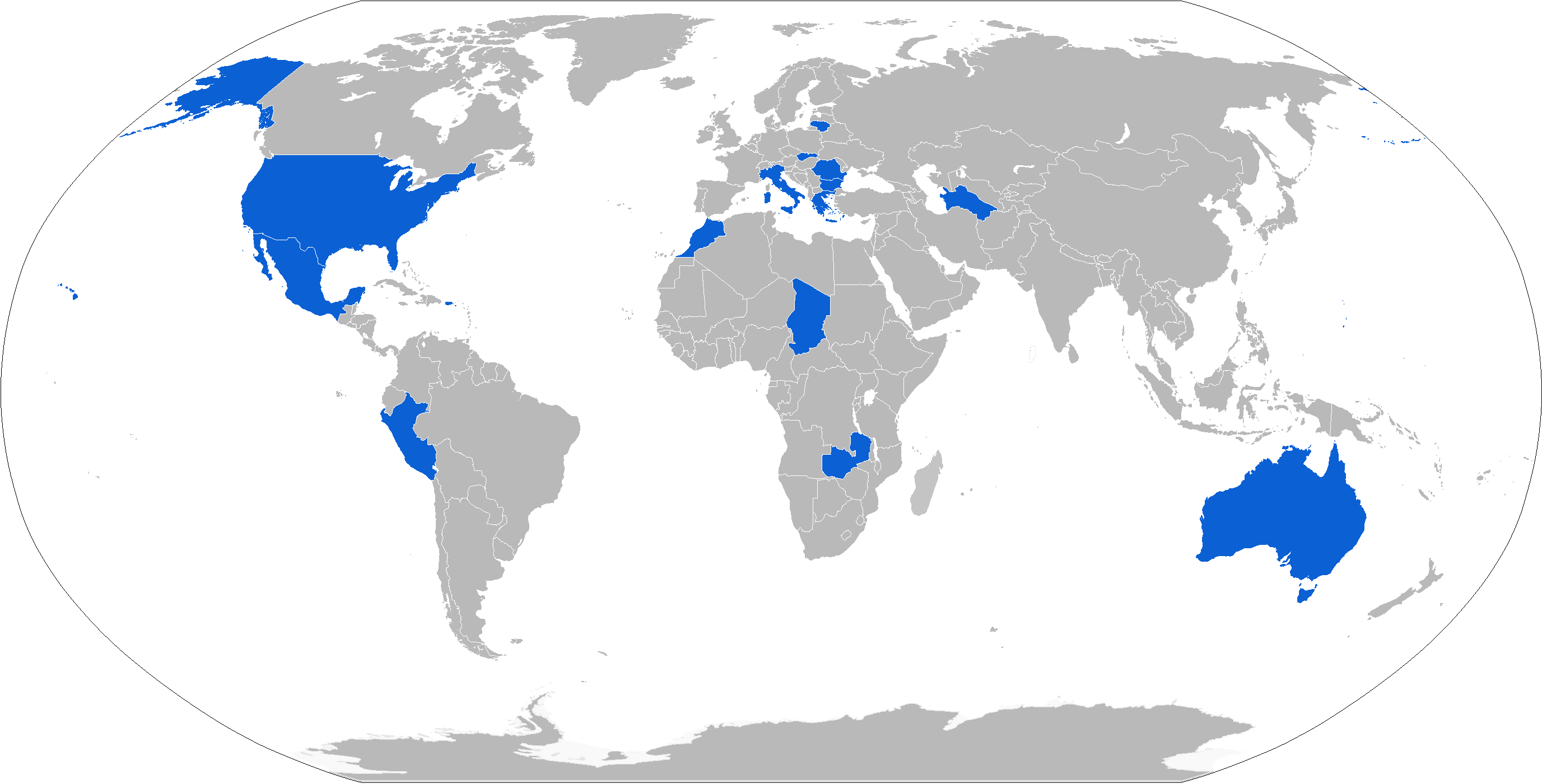
使用國

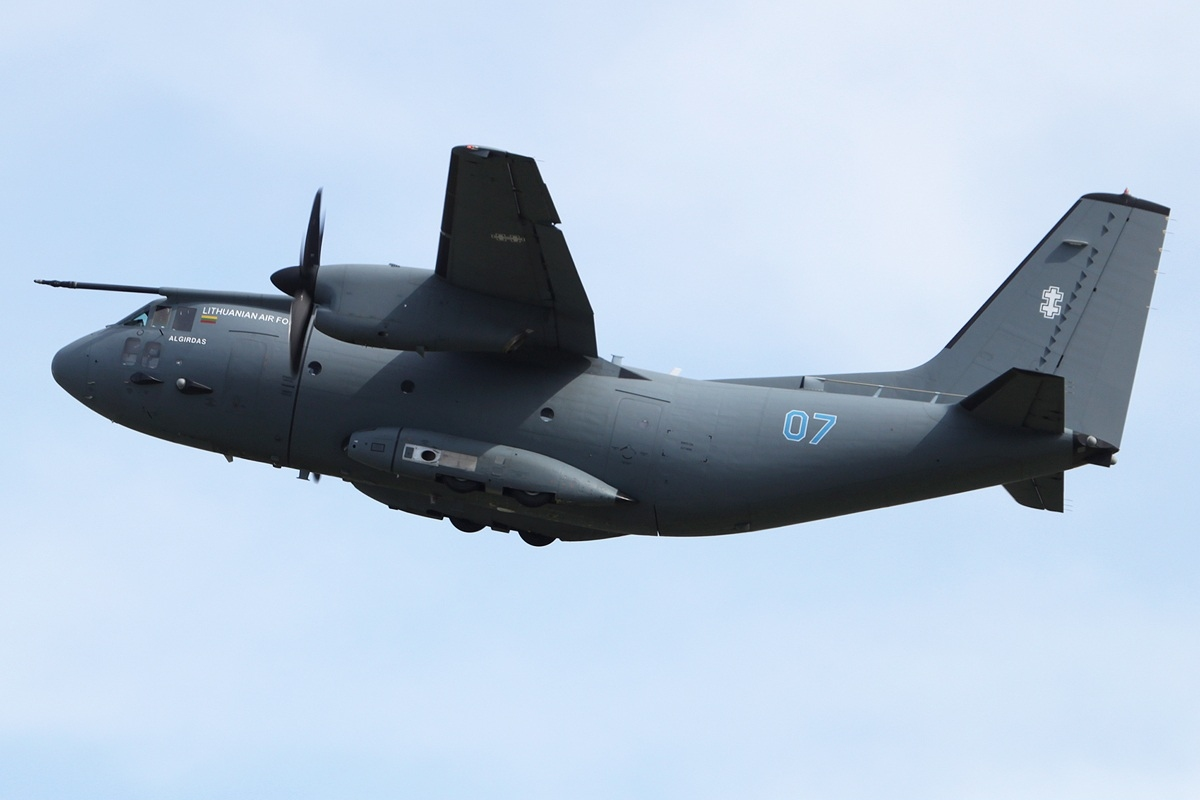
立陶宛 C-27J 加掛空中加油管

保加利亚
 希腊
 義大利
 
 立陶宛
 摩洛哥
 墨西哥
 秘魯
 羅馬尼亞
 斯洛伐克
 美国
 尚比亞

## 参見
- G.222

类似型号
- 運-7
- 安-24
- 安-26
- 安-32
- 伊爾-112
- CN-235
- C-295

## 外部連結
（页面存档备份，存于）
 （页面存档备份，存于）
 （页面存档备份，存于）